# Агридій
Агри́дій — окреме поле чи самостійний хутір, селянський наділ, що відокремився від громади й оброблявся тими власниками, які жили на ньому, зберігав цей статус до ХІ століття. У хрісовулі 1079 року ці наділи вже фігурують як придатки проастіїв. У XIII–XV ст. агридій — це вже залежне від землевласника поселення.